# Franco Tettamanti

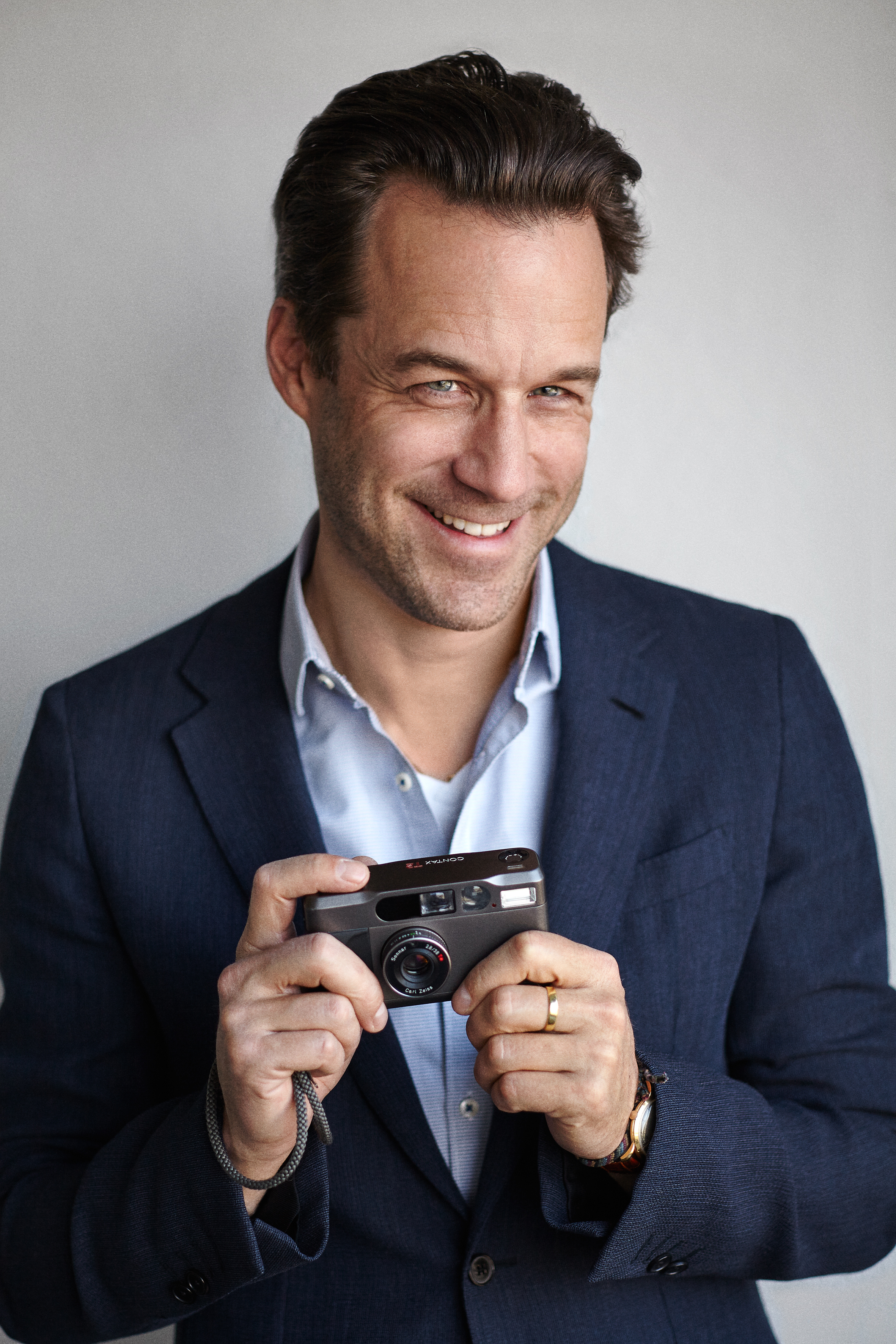
Franco Paolo Tettamanti (2017)

Franco Paolo Tettamanti (* 26. November 1975 in Zürich) ist ein Schweizer Arzt, Fotograf und Künstler.

## Leben
Als mittlerer von drei Brüdern wuchs Franco P. Tettamanti im Zürcher Oberland auf. Bereits in der Primarschule wollte er Arzt werden. Die Faszination für den Körper und die Einflüsse auf ihn wurden unter anderem vom Vater vorgelebt: Tazio A. Tettamanti war der Gründer der Sonnenschutzmarke Ultrasun. Mütterlicherseits besteht eine Verwandtschaft mit dem Schweizer Fotografen Theo Frey.
Während des Gymnasiums an der Kantonsschule Zürcher Oberland war Tettamanti Redaktionsmitglied der Schülerzeitung Kuss. Das war auch die Zeit, in der er mit einer Minolta Hi-Matic AF zu fotografieren begann. Nach der Matura 1996 schrieb er sich für das Studium der Medizin an der Universität Zürich ein. Parallel folgten erste fotografische Arbeiten für verschiedene Zürcher Modelagenturen. Von 1999 bis 2000 unterbrach Tettamanti das Studium für einen künstlerischen Aufenthalt in New York, wo sich unter anderem eine Freundschaft mit dem Fotografen Mario Testino und dem Creative Director Stephen Gan (Visionaire) entwickelte. Zurück in der Schweiz, machte er seine erste Titelstory für Meyers Modeblatt. Während des fortdauernden Studiums der Medizin setzte er kontinuierlich Auftragsarbeiten für Schweizer Medientitel und Szenenheftli wie Kult oder Forecast um. Während des Praktischen Jahres arbeitete er am Universitätsspital Zürich unter Prof. Othmar Trentz auf der Unfallchirurgie, unter Prof. Marko Turina auf der Herzchirurgie und am Mount Sinai Hospital in New York City, wo er auch Abendkurse in Film und Regie am HB Studio besuchte.
Je länger, je mehr war sich Tettamanti seiner medizinischen Zukunft unsicher, woraufhin sein Mentor René Zellweger kurz vor Staatsexamen ein Praktikum am Groote Schuur Hospital in Kapstadt, Südafrika, organisierte, um ihm eine andere Seite der Medizin aufzuzeigen. Im Jahr 2003 schloss Tettamanti sein Studium ab und erlangte die Doktorwürde. Mit seiner ersten Anstellung als Assistenzarzt an der Hirslanden Klinik begann er auch mit der Arbeit an seinem ersten Buch, das 2005 unter dem Titel Essence – Kern des Machens im Offizin Zürich Verlag erschien. Im selben Jahr wurde es mit dem Deutschen Fotobuchpreis ausgezeichnet.
2006 gab Tettamanti den Arztberuf offiziell auf und zog nach Paris, um sich ganz der Fotografie zu widmen. Es folgten Aufträge für Akris, Dior, Louis Vuitton, Universal Music, Madame Figaro oder Prestige Magazine Hong Kong sowie Porträts von Gérard Depardieu, Vivienne Westwood, Matthew Fox, Christian Louboutin, Christian Lacroix, Wolfgang Joop, Woody Allen, Mickey Rourke, Dita von Teese oder Melody Gardot. Das deutsche Magazin Bild der Frau schrieb über den Fotografen Tettamanti: «Von Wissbegierde und Emotionen angetrieben, besitzt er ein distinktives Stilempfinden und weiss wie er an sein Ziel gelangt.»
Franco Tettamanti ist hochsensibel und Mitglied von Mensa International. Er lebt mit seiner Familie bei Zürich und in Paris.

## Werk
Im Fotoband Essence – Kern des Machens geht Tettamanti der Frage nach, was Macherinnen und Macher auszeichnet. Im Zentrum stehen die Hände von rund 70 Persönlichkeiten und ihre handschriftlichen Antworten auf die Frage: «Was macht Sie zum Macher, zur Macherin?» Unter anderem mit Carla Del Ponte, Jean Ziegler, Oswald J. Grübel, Hans Erni, Mario Botta, Klaus Jacobs, Maria Becker und Peter Bichsel. Der schöpferische Gedanke dieser Arbeit findet seinen Ursprung in Tettamantis grundsätzlichem Interesse am Menschen, seinen Erfahrungen und Weisheiten. Die Aussagekraft und Intimität einer Hand waren ihm bereits als Arzt bestens vertraut. Im Vorwort des Buches schreibt er:

«Die Porträtierung des menschlichen Wesens durch Handfotografien eröffnet einen äusserst interessanten, sehr persönlichen Einblick. Die Hand steht auch symbolisch für das Werkzeug des Machens. Durch die Handschrift hinterlässt der Mensch unbewusst ein Bild seiner selbst, und durch die darin enthaltenen Gedanken offenbart er so manches seiner Denkweise.»

Tettamantis zweite Monographie Showtime gibt Einblick hinter die Kulissen der Pariser Fashionshows. Er fotografiert seit Jahren das Geschehen hinter und vor der Bühne und portraitiert Designer wie Vivienne Westwood, Wolfgang Joop, Christian Lacroix, Albert Kriemler oder Jean-Charles de Castelbajac während der Vorbereitungen zur nächsten Show in ihren Ateliers. Das Titelbild des Buches entstammt einer Betsey-Johnson-Backstage-Reportage in New York aus dem Jahre 2000. Aus dem Vorwort:

«Franco has captured these magical moments right before and right after the big performance, when everything seems so close, then so distant and mysterious. When I see his images now, I know why he took them: he wanted to preserve these fleeting moments because, ultimately, only one thing matters: beauty.»

In seinen Portraitarbeiten fokussiert sich Tettamanti auf die Emotionalität. In einem Interview mit Style sagte er:

«Ein Bild, das keine emotionale Verbindung aufzubauen vermag, ist wertlos. Menschen verlieben sich nicht nur in Dinge, die sie begehren, sondern auch in Dinge, mit denen sie sich identifizieren. […] Portraitfotografie ist genauso eine visuelle Charakterisierung einer Person wie es eine Dokumentation der Begegnung zwischen dem Subjekt und mir ist. Man ist auf der Suche nach etwas, das man aber je nach Umständen nicht immer findet. Es stellt sich dabei auch die Frage, was denn ‹gut› überhaupt bedeutet. Ein gutes Bild oder Portrait muss nicht notwendiger Weise das ‹Wahre Ich› zeigen. Vertrauen und Zutrauen erleichtern meine Arbeit, aber manche Menschen können sich in einer gewissen Unbehaglichkeit besser ausdrücken, als wenn sie ganz entspannt sind. Etwas Geheimnisvolles schadet dem Bild nicht. Man darf den Menschen vor der Kamera nicht entblössen, sondern man muss ihm Schutz bieten. Ganz nach dem Motto ‹Gib jemandem eine Maske und er wird Dir die Wahrheit erzählen›.»

2021 verarbeitete Tettamanti neun Kurzgeschichten des Schweizer Autors Michael Fehr zu einem farbigen, experimentellen Kurzfilm, der am internationalen ZEBRA Poetry Film Festival 2022 in Berlin gezeigt wurde.

## Publikationen
- 2005: Essence: Kern des Machens, Bildband, Offizin Zürich, 2005, ISBN 978-3-907496-39-8.
- 2013: Showtime, Bildband, Offizin Zürich, 2013, ISBN 978-3-907496-84-8.

## Ausstellungen
- 2006: The Last 24h, Akris: Fashion made in Switzerland, Textilmuseum, St. Gallen
- 2009: Journey, Doublecheck, Zürich
- 2014: Showtime, Le Soir Le Jour, St. Gallen
- 2020: My Watch, Salon Suisse, Inhorgenta, München

## Auszeichnungen und Nominierungen
- 2005: Deutscher Fotobuchpreis[7]
- 2010: PX3 Prix de la photographie Paris, Honorable Mention, Fine Art[8]
- 2010: International Photography Awards USA, Honorable Mention Award[9]
- 2014: Moscow International foto awards, Honorable Mention Award[10]
- 2015: PX3 Prix de la photographie Paris, Honorable Mention Award[11]
- 2015–2021: Jury-Mitglied des European Fashion Award FASH[12]
- 2024: International Photography Awards USA, Official selection and Honorable Mention Award[13]